# Flash Iridium
Pour les articles homonymes, voir Iridium (homonymie).

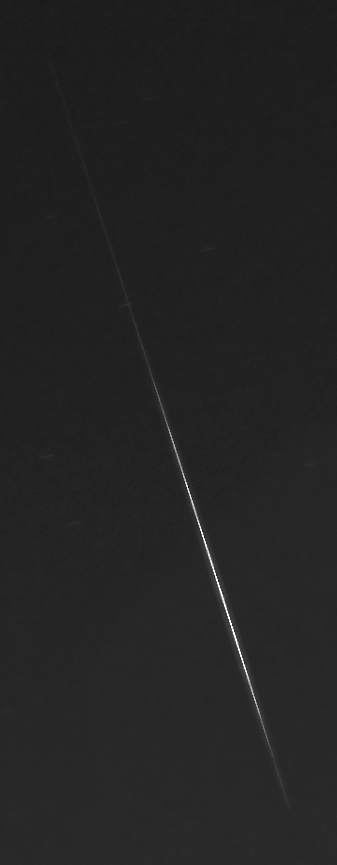
Photo, exposée pendant 30 secondes, d'un flash Iridium

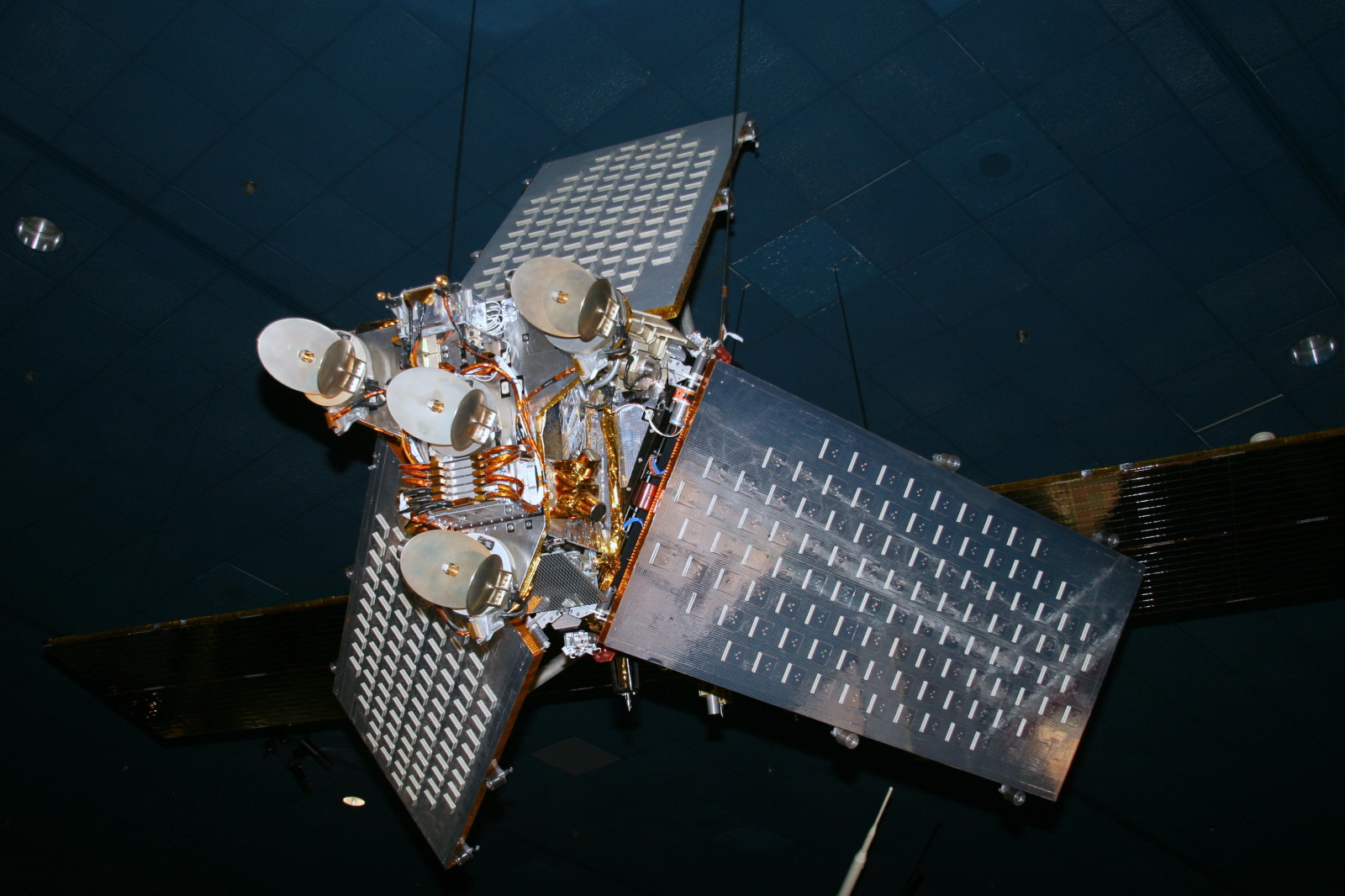
Un des satellites composant le système Iridium

Un flash Iridium (en anglais Iridium flare) est un phénomène lumineux produit par la réflexion de la lumière du Soleil sur l'une des surfaces réfléchissantes (antennes ou parfois panneaux solaires) d'un des satellites Iridium.

## Principe
La structure particulière des satellites du réseau Iridium est à l'origine de ces flashs. Ils possèdent en effet trois antennes rectangulaires très réfléchissantes — de dimensions 1,88 m par 0,86 m — disposées sur une base triangulaire de 120° et inclinées de 40° par rapport au corps du satellite. Ces antennes réfléchissent directement la lumière du Soleil, créant ainsi un faisceau lumineux d'environ 10 km de diamètre lorsqu'il atteint la surface de la Terre (les flashs produits par la réflexion de la lumière de la Lune existent mais sont invisibles à l'œil nu).
Un observateur peut alors percevoir un flash dans la direction du satellite, relativement bref et potentiellement très intense. L'éclat du satellite apparaît d'abord assez faible, pour augmenter progressivement jusqu'à un maximum d'intensité, puis diminuer jusqu'à ne plus être visible. L'image du phénomène sur une photographie à pose longue est un fuseau lumineux du fait du déplacement rapide du satellite sur la voûte céleste.
Les paramètres orbitaux des satellites étant parfaitement connus, il est possible de prédire avec précision à la fois l'heure et la luminosité d'un tel événement pour un point quelconque à la surface de la Terre.
Avec la passivation de la première génération de satellites Iridium, ces flashes ont cessé car les satellites Iridium Next n’ont pas cette propriété.

## Luminosité
L'événement lumineux est fugitif (il ne dure jamais plus de quelques secondes), mais peut être très spectaculaire ; atteignant la magnitude apparente de -8, près de 30 fois plus lumineux que l'éclat de la planète Vénus à son maximum. Il est donc possible de percevoir un tel flash en plein jour.
La luminosité du flash décroit avec la distance de l'observateur au centre du cône lumineux.
Des flashs beaucoup moins intenses peuvent aussi être produits avec la lumière de la Lune. Dans les cas les plus favorables, ils atteignent la magnitude 7 (invisibles à l'œil nu).